# Детектив Ренуар
«Детектив Ренуар» (фр. Candice Renoir) — франко-бельгійський детективний телесеріал, створений Соленом Руа-Пажено, Робіном Барото та Бріжит Пескін, прем'єра якого відбулася 19 квітня 2013 року на France 2.
Серіал є спільним виробництвом Boxeur 7, Couleurs Productions, Telfrance, Be-Films і RTBF (бельгійське телебачення) за участю France Télévisions, RTS і 13e rue. В Україні серіал транслювався на каналах СТБ, Інтер, К1 та К2.

## Сюжет
Мати чотирьох дітей майор паризької кримінальної поліції Кандіс Ренуар повертається на службу після десятирічної перерви та тривалого перебування за кордоном із чоловіком, з яким вона тепер має намір розлучитися. Кандіс переводять начальником відділу на вакантне місце до комісаріату Монпельє в містечко Сет. На роботі підлеглі незадоволені призначенням парижанки, зовні схожої, на їхню думку, на ляльку Барбі, начальниця ставиться до неї неприязно, діти завдають безліч турбот удома, а інформаційні технології за десять років пішли далеко вперед. Колись Кандіс була на хорошому рахунку в поліції. Зараз вона повинна доводити свою спроможність у провінції, і завойовувати довіру та повагу колег. Але завдяки своїй екстравагантності, неординарному мисленню, багатому життєвому досвіду, знанням психології та прекрасній інтуїції Кандіс Ренуар розслідує злочини, які не вдається розкрити іншим детективам.
Кожна серія – окреме поліцейське розслідування. Але полювання за злочинцями у «Детективі Ренуар» переплітається із сімейними та любовними пригодами головної героїні. На думку авторів це сімейне кіно, яке поєднує детектив і комедію.

## Сезони та епізоди
| Сезон       | Кількість епізодів | Вихід на екрани | Вихід на екрани   |
| Сезон       | Кількість епізодів | Початок сезону  | Завершення сезону |
| ----------- | ------------------ | --------------- | ----------------- |
| 1           | 8                  | 19 квітня 2013  | 10 травня 2013    |
| 2           | 10                 | 18 квітня 2014  | 16 травня 2014    |
| 3           | 10                 | 15 травень 2015 | 19 червень 2015   |
| 4           | 10                 | 6 травень 2016  | 3 червень 2016    |
| 5           | 10                 | 28 квітень 2017 | 26 травень 2017   |
| 6           | 10                 | 27 квітень 2018 | 25 травень 2018   |
| 7           | 10                 | 19 квітень 2019 | 17 травень 2019   |
| 8           | 10                 | 17 квітень 2020 | 2 жовтень 2020    |
| 9           | 10                 | 27 серпня 2021  | 21 січня 2022     |
| 10          | 6                  | 20 травня 2022  | 10 червня 2022    |
| Телефільм 1 | 1                  | 30 грудня 2022  | 30 грудня 2022    |

Трансляція 8 сезону було перервано каналом France 2 через пандемію Covid-19. Головна актриса, Сесіль Буа, сама була вражена хворобою, а потім вилікувалася. Зйомки 9 сезону, які мали розпочатися 20 травня 2020 року, перенесли на весну 2021. Планувалося, що серіал завершиться, у його нинішньому вигляді, десятим сезоном, знятим восени 2021 року та випущеним у 2022. Однак France 2 переглянув свою позицію, і запланував одинадцятий сезон з шести епізодів після зйомок двох спеціальних епізодів. Пізніше цей сезон все-таки скасували.